# Grundvandsboring
En grundvandsboring er en boring igennem et grundvandsmagasin, som skal hente grundvand op som drikkevand. Disse boringer bliver oftest anvendt af vandværker til forsyning af beboelser, men bryggerier og andre virksomheder bruger dem også som brønd for deres mineralvandsmærker. De tre bedst sælgende "kildevand" i Danmark, Aqua d’or, Egekilde og Carlsberg Kildevæld, er alle tappet fra grundvandsboringer.
Danmarks dybeste grundvandsboring er 415 meter, og findes lige syd for Tinglev i Aabenraa Kommune.